# Катастрофа Ту-154 под Максатихой
Катастрофа Ту-154 под Максатихой — авиационная катастрофа, произошедшая в пятницу 19 мая 1978 года близ посёлка Максатиха (Калининская область). Авиалайнер Ту-154Б авиакомпании «Аэрофлот» выполнял рейс SU-6709 по маршруту Баку — Ленинград, но через 2 часа и 48 минут после взлёта из-за отказа всех трёх двигателей совершил вынужденную посадку на поле близ Максатихи и разрушился. Из находившихся на его борту 134 человек (126 пассажиров и 8 членов экипажа) 4 человека погибли, 130 выжили, из них 27 получили ранения.

## Самолёт
Ту-154Б (регистрационный номер СССР-85169, заводской 76А169, серийный 0169) был выпущен Куйбышевским авиационным заводом (КуАПО) в сентябре 1976 года. 25 октября того же года был передан МГА СССР (работало под брендом «Аэрофлот»), которое направило его в Бакинский ОАО Азербайджанского УГА. Оснащён тремя турбовентиляторными двигателями НК-8-2У производства КМПО. На день катастрофы совершил 1567 циклов «взлёт-посадка» и налетал 3308 часов.

## Экипаж и пассажиры
Самолётом управлял опытный экипаж из 107-го лётного отряда (Бакинский объединённый авиаотряд), его состав был таким:
- Командир воздушного судна (КВС) — Анатолий Николаевич Фёдоров. Для него это был первый полёт в качестве командира.
- Второй пилот — Эдуард Алексеевич Демонов.
- Штурман — Валерий Ашотович Петросов.
- Бортинженер — Вадим Георгиевич Потапов.
- Бортинженер-инструктор — Анатолий Михайлович Червяков.

В салоне самолёта работали три стюардессы:
- Ирина Богдановна Кириленко,
- Татьяна Александровна Евтушенко,
- Галина Алексеевна Тимофеева.

| Гражданство | Пассажиры | Экипаж | Всего |
| ----------- | --------- | ------ | ----- |
| СССР        | 124       | 8      | 132   |
| Алжир       | 2         | 0      | 2     |
| Всего       | 126       | 8      | 134   |

Всего на борту самолёта находились 134 человека — 126 пассажиров и 8 членов экипажа.

## Катастрофа
Рейс SU-6709 вылетел из Баку в 10:30 MSK и взял курс на Ленинград.
В 13:18 при пролете контрольного пункта Починок с курсом 354° на высоте 9600 метров в результате остановки всех трёх двигателей (факт падения оборотов не был замечен пилотами) произошло отключение всех трех генераторов и обесточивание бортовой сети переменного тока. После отключения последнего генератора произошел самопроизвольный уход штоков рулевого агрегата в крайнее положение, что привело к неожиданному для экипажа кабрированию и крену самолёта вправо (всё это время второй пилот и бортинженер-инструктор вели непрерывный разговор об особенностях работы системы управления самолётом — это могло повлиять на ослабление их контроля за полетом).
Установив факт отключения всех трех генераторов, в сложившейся ситуации экипаж не выполнил требования РЛЭ в части выключения выключателей САУ, СТУ и подканалов РА-56. Несмотря на своевременные меры пилотов по парированию кабрирования и крена, лайнер набрал 900 метров высоты с потерей приборной скорости с 570 до 370 км/ч. Самолёт был переведен на снижение с достижением скорости 500 км/ч. Пилотирование при этом и в дальнейшем осуществлялось при среднем положении штурвала около 90° влево (поскольку были не выключены САУ, СТУ и подканалы РА-56). Полетные загружатели по команде КВС были выключены. В связи с отсутствием переменного напряжения произошел отказ основных авиагоризонтов и курсовой системы.
Отключение двигателей было обнаружено экипажем только через 1 минуту после отключения генераторов. Экипаж включил сигнал «Бедствие» и доложил авиадиспетчеру Московского РЦ об отключении двигателей. Продолжая полёт со снижением и пытаясь отыскать аэродром для вынужденной посадки, пилоты предприняли пять попыток запуска двигателей: в период с 13:20 по 13:21 двигатели №№ 1 и 2 (оба не вышли на малый газ) и в период с 13:22 по 13:23 повторный запуск двигателей №№ 1 и 2 и первый запуск двигателя № 3. Обороты двигателей возросли с 20 до 54 %. Двигатели на этом режиме проработали 40 секунд, 70 секунд и 30 секунд соответственно, после чего обороты вновь упали до оборотов авторотации. В период работы двигателей №№ 1 и 2 на оборотах 54 % экипаж подключил генератор № 1 к бортовой сети переменного тока для обеспечения работы перекачивающих и подкачивающих насосов подачи авиатоплива к двигателям. При включении генератора штоки всех подканалов РА-56, находившиеся в крайнем положении, практически мгновенно (за 1 секунду) возвратились в исходное положение, что вызвало резкий рывок самолета. Бортинженер Потапов тут же выключил генератор, что привело к повторному рывку вследствие возвращения штоков в крайнее положение.
Рейс 6709 продолжал снижение со скоростью 500 км/ч и вертикальной скоростью 10—12 м/с. Для обеспечения электрической сети переменным током и перекачки топлива в расходный бак экипаж на высоте 5000 метров предпринял попытку запустить ВСУ, которая не удалась вследствие ее конструктивной особенности, определяющей ее использование только для высот до 3000 метров. Продолжая полет в сторону аэродрома Бежецк, рекомендованный для посадки авиадиспетчером, КВС оценил сложившуюся обстановку (безуспешность восстановления работы двигателей, высоту полета и расстояние до Бежецка — 65 километров) и в 13:27 принял решение выполнить вынужденную посадку на участок местности. Экипаж проинформировал бортпроводников, все пассажиры пристегнули ремни безопасности.
На высоте 2000 метров были выпущены шасси (предположительно, не все встали на замки выпущенного положения из-за недостаточности давления в гидросистеме). В 13:32 MSK без выпуска закрылков рейс SU-6709 приземлился на ячменные и картофельные поля в 5 километрах около посёлка Максатиха. Первое касание произошло правой плоскостью крыла о дерево на окраине поля, после пробега по грунту около 150 метров лайнер отделился от земли, через 300 метров в полёте пересек лесополосу (срезав деревья по всему размаху крыла), дважды коснулся грунта и приземлился через 792 метра от точки первого касания. При движении по грунту самолёт разрушился — сломались правые стойка шасси, крыло и двигатель, затем при пересечении грунтовой дороги (при этом был сбит телеграфный столб) и канавы разрушились и оторвались передняя и левая стойки шасси и концевая часть левого крыла. Фюзеляж остановился в 1518 метрах от места первого касания, разрушился на три части и загорелся.
После посадки экипаж принял активные меры по эвакуации пассажиров. Из 134 человек на борту лайнера погибли 4 пассажира — 7-летняя девочка, ноги которой зажало между креслами (на её крики прибежали два члена экипажа, но освободить ноги девочки не смогли и были вынуждены покинуть самолет из-за усиливающегося задымления, жара и огня); её мать, пытавшаяся спасти девочку; капитан ВВС (был завален сорванными креслами) и пассажирка-женщина. Ранения получили 27 человек — 26 пассажиров и 1 член экипажа (бортинженер-инструктор). Остальные 96 пассажиров и 7 членов экипажа не пострадали.

## Расследование
Расследование показало, что бортинженер Червяков для проверки внимательности бортинженера Потапова отключил автомат перекачки авиатоплива в расходный бак и забыл об этом, а тот этого не заметил.
Катастрофа была вызвана существенным конструктивным недостатком самолета Ту-154Б: расходный бак использовался для всех трёх двигателей, единичный отказ приводил к отключению всех двигателей.
После проведения расследования экипаж был привлечён к суду, результатом которого стали 3 года лишения свободы за преступную халатность для бортинженера Червякова (был освобождён досрочно по амнистии) и увольнение КВС Фёдорова из «Аэрофлота».